# Volones
Volones era la denominació alternativa donada pels romans als voluntarii, és a dir als que lluitaven a l'exèrcit sense obligació de fer-ho. Rebien aquest nom quan es tractava d'esclaus que en temps de necessitat eren allistats i voluntarii quan es tractava d'homes lliures. El primers van sorgir a la Segona Guerra Púnica quan després de la batalla de Cannes (216 aC) no es va poder completar un nou exèrcit i vuit mil esclaus es van oferir per cobrir els llocs i foren acceptats, rebent armament a càrrec de l'erari públic; com que es distingiren van rebre la llibertat i la ciutadania (però això no era obligatori, encara que si freqüent).